# Kenjac (2009.)
Kenjac je hrvatsko-bosanskohercegovačko-britansko-srbijanski film snimljen 2009. godine u režiji Antonija Nuića.
Svjetska premijera filma bila je na Filmskom festivalu Puli 23. srpnja 2009. godine, gdje je dobio nagradu Zlatnu arenu u nacionalnom natjecateljskom programu za najbolju kameru, glazbu i scenarij, kao i Nagradu Hrvatskog društva filmslih kritičara „Oktavijan“ za najbolji hrvatski dugomentražni igrani film. Dok je premijera u Hrvatskoj bila iste godine, ali 16. rujna.
Osim što je film sudjelovao na brojnim filmskim festivalima u zemlji i susjedstvu, otvorio je nekoliko filmska festivala, npr. 13. kolovoza 2009. godine sedamnaesti Filmski festival u Sarajevu i 30. studenog, također iste godine, treće Dane filma u Mostaru.
Komisija Hrvatskog društva filmskih djelatnika (HDFD) izbrala je 24. rujna 2009. godine tajnim glasovanjem da ovaj film bude hrvatski kandidat za nagradu „Oscar“ u kategoriji najboljeg filma izvan engleskog govornog područja. Komisija je bila sastavljena od 17 članova a film je odabran u drugom kruga glasovanja.
Prema izvješću Hrvatskog audiovizualnog centra (HAVC) film je 2010. godine sudjelovao na međunarodnim filmskim festivalima u Rotterdamu, Göteborgu i Palm Springsu.
Iste godine na međunarodnim Filmskim susretima u Bergamu dobiva nagradu „Bronze Rosa Camuna“.

## Vanjske poveznice
- Službena stranica (engl.) (hrv.)
- Kenjac u internetskoj bazi filmova IMDb-a
- Stranica na Pulafilmfestival.hr (hrv.) (engl.)